# Pseudotyphistes cristatus
Pseudotyphistes cristatus là một loài nhện trong họ Linyphiidae.
Loài này thuộc chi Pseudotyphistes. Pseudotyphistes cristatus được miêu tả năm 1997 bởi Ott & Lise.